# 너지카터구

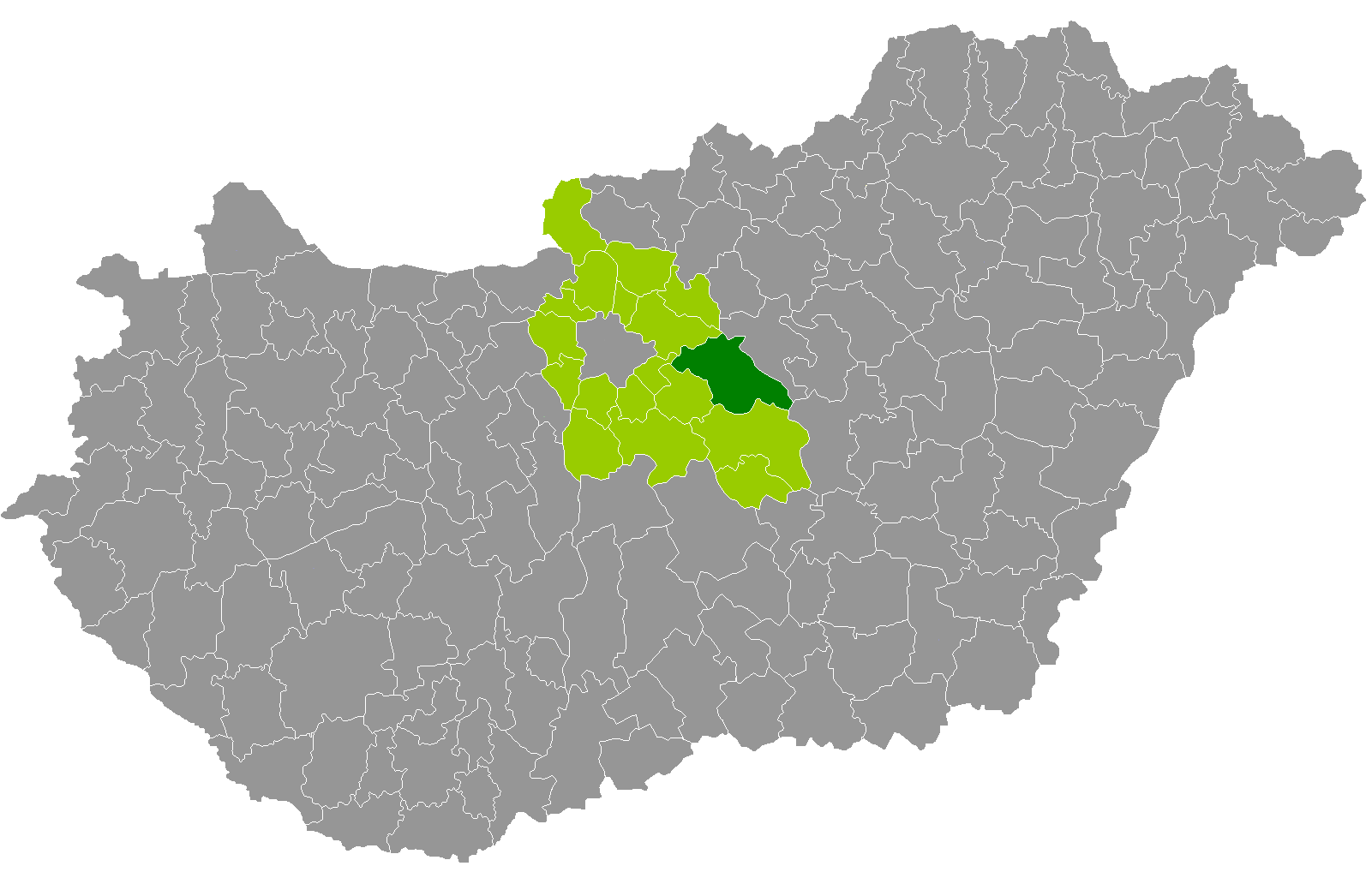
페슈트주 지도에 표시된 너지카터구의 위치

너지카터구(헝가리어: Nagykátai járás)는 헝가리 페슈트주에 위치한 구로 구청 소재지는 너지카터이며 면적은 710.12km2, 인구는 73,959명(2011년 기준), 인구 밀도는 104명/km2이다.
북동쪽으로는 야스너지쿤솔노크주 야스베레니구, 동쪽으로는 야스너지쿤솔노크주 솔노크구, 남쪽으로는 체글레드구, 남서쪽으로는 모노르구, 베체시구, 북서쪽으로는 어소드구와 접한다. 15개 지방 자치체(3개 시, 12개 마을)를 관할한다.

구 문장